# Два маната
Два маната (туркм. Iki manat) — номинал монет туркменского маната.

## Стандартные монеты
Биметаллические монеты в 2 маната выпущены в обращение в 2010 году. Оформление монет идентично выпущенным в 2009 году монетам более мелких номиналов (в тенге). На аверсе изображён Монумент Независимости Туркменистана на фоне контура карты страны, надпись на туркменском — «Независимый нейтральный Туркменистан». На реверсе — номинал, год выпуска, название банка.
| Изображение | Номинал  | Материал                          | Диаметр (мм) | Толщина (мм) | Масса (г) | Гурт                            | Год выпуска |
| ----------- | -------- | --------------------------------- | ------------ | ------------ | --------- | ------------------------------- | ----------- |
|             | 2 маната | кольцо: медь+никель центр: латунь | 28           | 2,4          | 11        | рубчатый с 8-конечными звёздами | 2010        |

## Памятные монеты
В 2010 году, к 15-летию нейтралитета Туркмении, выпущены две памятные золотые монеты в 2 маната.
| |
| Аверс: герб Туркмении, название банка-эмитента, руб-аль-хизб, номинал монеты, масса и проба металла. Реверс: эмблема ООН, флаг Туркмении, оливковая ветвь и число «15» на фоне карты Туркмении с отмеченной на ней столицей, надпись на туркм. TÜRKMENISTANYŇ HEMIŞELIK BITARAPLYGYNA, пять туркменских гёлей . Гурт рубчатый. Материал: золото-917. Масса: 39,94 г. Диаметр: 38,61 мм. Тираж: 200 шт. |
| |
| Аверс: герб Туркмении, название банка-эмитента, руб-аль-хизб, номинал монеты. Реверс: эмблема ООН, флаг Туркмении, оливковая ветвь и число «15» на фоне карты Туркмении с отмеченной на ней столицей, надпись на туркм. TÜRKMENISTANYŇ HEMIŞELIK BITARAPLYGYNA, пять туркменских гёлей . Гурт рубчатый. Материал: золото-917. Масса: 7,98 г. Диаметр: 22,05 мм. Тираж: 100 шт.                         |